# Rice Powell
Rice Powell (* 1955 in Belzoni, Mississippi) ist ein US-amerikanischer Manager und war vom 1. Januar 2013 bis Dezember 2022 Vorstandsvorsitzender von Fresenius Medical Care. 

## Leben
Rice Powell studierte Biologie am Mississippi College und erwarb den Abschluss eines Bachelor of Science. Seine berufliche Laufbahn begann er 1978 in der Pharmabranche bei der Baxter Healthcare Corporation. Anschließend wechselte er als Vice President Quality Assurance & Quality Control zu Biogen, Inc. 1996 übernahm er den Posten des Vice President Operations bei Ergo Science, Inc. Powell ist seit 1997 bei Fresenius Medical Care und wurde im Januar 2004 in den Vorstand sowie zum Gesamtgeschäftsführer von Fresenius Medical Care North America berufen. Von 2010 bis 2012 war er stellvertretender Vorstandsvorsitzender von Fresenius Medical Care und zuständiges Vorstandsmitglied für die Region Nordamerika. 
Powell ist außerdem Vorstandsmitglied der Fresenius SE & Co. KGaA.